# کاران تاکر
کاران تاکر (به انگلیسی: Karan Tacker) بازیگر، مدل و مجری هندی است که به خاطر بازی در نقش ویرن سینگ وادرا در سریال خواهرم یک در هزار است (به هندی: Ek Hazaaron Mein Meri Behna Hai) شبکه استار پلاس و فاروق علی در سریال عملیات ویژه هات‌استار (به هندی: Hotstar's Special OPS) شناخته می‌شود. او همچنین در سریال چلاک دیکلا جا ۷ (به هندی: Jhalak Dikhhla Jaa 7) شبکه کالر تی‌وی در سال ۲۰۱۴ ایفای نقش کرده‌است. تاکر اغلب در لیست جذاب‌ترین مردان آسیایی جهان دیده می‌شود.

## اوایل زندگی
تاکر در بمبئی با خواهر بزرگترش ساشا بزرگ شد. خانواده وی پنجابی هستند. وی پیش از پیوستن به فضای تلویزیون، مدرک مدیریت بازرگانی را کسب کرد. او ۶ سال با کریستال دی‌سوزا رابطه داشت تا اینکه در سال ۲۰۱۸ از هم جدا شدند.

## حرفه
وی برای اولین بار در فیلم سینمایی خداوند زوج‌ها را می‌سازد در نقشی کوتاه در سال ۲۰۰۸ ظاهر شد. وی سپس اولین نقش خود را در سریال تلویزیونی خداوند زوج‌ها را می‌سازد با بازی در نقش اصلی سمیر بازی کرد که از شبکه استار وان پخش شد.
کاران سپس در سریال تلویزیونی Rang Badalti Odhani (2010) در نقش شانتانو کاندلوال ظاهر شد. وی سپس در سریال محبوب خواهرم یک در هزار است (۲۰۱۱) در نقش اصلی ویرن سینگ وادرا ظاهر شد. آخرین نمایش در ۱۳ سپتامبر ۲۰۱۳ پخش شد.
کاران به همراه شریک رقص خود باهونا در فصل هفتم نمایش در نمایش واقعیت رقص محبوب چلاک دیکلا جا شرکت کرد و به عنوان نایب قهرمان این نمایش در سال ۲۰۱۴ اعلام شد. کاران نیز مجری برنامه‌های بینداس (۲۰۱۴) و صدای هند (۲۰۱۵) بوده‌است. کاران همچنین میزبان بسیاری از نمایش‌ها و رویدادهای جایزه بوده‌است. کاران در تبلیغات نیز ظاهر شده‌است. در سال ۲۰۱۷، تاکر در نهمین دوره خود میزبان واقعیت شو شوهر رقص Nach Baliye بود.

## فیلم‌شناسی

### تلویزیون
| سال     | نام                                  | نقش                                    | Ref(s) |
| ------- | ------------------------------------ | -------------------------------------- | ------ |
| ۲۰۰۹–۱۰ | عشق ن میلا دی جودی                   | سامر ساکسنا                            | [ ۶ ]  |
| ۲۰۱۰–۱۱ | رنگ بدلتی اوهانی                     | شانتانو خاندلوال                       |        |
| ۲۰۱۱–۱۳ | ایک هازارون مین مری بهنا های         | ویرن سینگ وادرا                        | [ ۷ ]  |
| ۲۰۱۱    | ایس پیار کو کیا نام دون؟             | مهمان                                  |        |
| ۲۰۱۲    | پونار ویوا                           | خودش (با شاکتی موهان)                  | [ ۸ ]  |
| ۲۰۱۲    | Teri Meri Love Story                 | مهمان                                  |        |
| ۲۰۱۳    | پیار کا دردهای میته ماتا پیارا پیارا | مهمان                                  |        |
| ۲۰۱۴    | Jhalak Dikhhla Jaa 7                 | مسابقه دهنده                           | [ ۹ ]  |
| ۲۰۱۴    | هلا بول                              | میزبان                                 | [ ۱۰ ] |
| ۲۰۱۴    | Kaun Banega Crorepati 8              | مهمان                                  | [ ۱۱ ] |
| ۲۰۱۴    | لیگ کریکت جعبه                       | شرکت کننده                             | [ ۱۲ ] |
| ۲۰۱۵    | فرح کی دوات                          | شرکت کننده                             | [ ۱۳ ] |
| ۲۰۱۵    | Killerr Karaoke Atka Toh Latkah      | شرکت کننده                             | [ ۱۴ ] |
| ۲۰۱۵    | هندوستان استعداد دارد                | شرکت کننده                             | [ ۱۵ ] |
| ۲۰۱۵    | صدا                                  | میزبان                                 | [ ۱۶ ] |
| ۲۰۱۵    | به شدت بیا رقص ۱۳                    | مهمان                                  | [ ۱۷ ] |
| ۲۰۱۵    | ساروژینی - Ek Nayi Pehal             | خودش (با Krystle D'Souza)              | [ ۱۸ ] |
| ۲۰۱۵    | آاج کی رات‌های زنداگی                 | مهمان                                  | [ ۱۹ ] |
| ۲۰۱۶    | Jhalak Dikhhla Jaa 9                 | مهمان                                  |        |
| ۲۰۱۷    | ناچ بالیه ۸                          | میزبان                                 | [ ۲۰ ] |
| ۲۰۱۸    | ریمیکس                               | میزبان                                 | [ ۲۱ ] |
| ۲۰۱۸    | بیپنا                                | مهمان                                  |        |
| ۲۰۱۸    | Ace of Space 1                       | مهمان                                  | [ ۲۲ ] |
| ۲۰۱۸    | Naagin 3                             | مهمان                                  |        |
| ۲۰۱۹    | قهرمان آشپزخانه                      | مسابقه دهنده (همراه با Karishma Tanna) |        |

### سایر ظواهر
| سال  | نام           | نقش    | کانال         | مرجع   |
| ---- | ------------- | ------ | ------------- | ------ |
| ۲۰۱۴ | میرچی ۲۰ برتر | خودش   | تلویزیون رنگی | [ ۲۳ ] |
| ۲۰۱۵ | میرچی ۲۰ برتر | بازیگر | تلویزیون رنگی | [ ۲۴ ] |
| ۲۰۱۶ | میرچی ۲۰ برتر | خودش   | تلویزیون رنگی |        |
| ۲۰۱۷ | میرچی ۲۰ برتر | میزبان | تلویزیون رنگی |        |

### وب
| سال  | نام         | نقش       | سکو | مرجع |
| ---- | ----------- | --------- | --- | ---- |
| ۲۰۲۰ | عملیات ویژه | فاروق علی |     |      |

## جوایز و نامزدها
| سال  | جایزه                     | دسته‌بندی | نشان دادن | نتیجه |
| ---- | ------------------------- | --- | --- | ----- |
| ۲۰۱۲ | جوایز طلا                 | data-sort-value="" style="background: var(--background-color-interactive, #ececec); color: var(--color-base, #2C2C2C); vertical-align: middle; text-align: center; " class="table-na" \| —\|style="background: #9EFF9E; color: #000; vertical-align: middle; text-align: center; " class="yes table-yes2 notheme"\|برنده | |       |
| ۲۰۱۲ | جوایز آکادمی تلویزیون هند | GR8! مجری سال (مرد) | ایک هازارون مین مری بهنا های \|style="background: #FDD; color: black; vertical-align: middle; text-align: center; " class="no table-no2"\|نامزدشده |       |
| ۲۰۱۳ | جوایز کالارکار            | بهترین جودی (با Krystle D'Souza) | ایک هازارون مین مری بهنا های \|style="background: #FDD; color: black; vertical-align: middle; text-align: center; " class="no table-no2"\|نامزدشده | برنده |